# 7,5 cm PaK 40
PaK 40 (Panzerabwehr Kanone, Pansarvärnskanon modell 1940) var en tysk 75 mm pansarvärnskanon, som delvis ersatte 5 cm PaK 38. PaK 40 var standardbeväpningen i de tyska pansarvärnsbataljonerna under åren 1942–1945. Dess stora eldkraft, hanterbara vikt och låga siluett innebar att den var en mycket effektiv pansarvärnskanon och kapabel att slå ut de vanligaste fientliga stridsvagnarna som den sovjetiska T-34 och den amerikanska M4 Sherman. Kanonen användes även på Marder-serien av pansarvärnskanonvagnar, Marder I, Marder II och Marder III. Kanonen kom att vidareutvecklas till 7,5 cm KwK 40  som senare användes i olika modeller av Panzer IV samt StuG III. Senare togs den ännu kraftigare modellen 8,8 cm PaK 43 fram.

## Utveckling
Utvecklingen av 7,5 cm PaK 40 påbörjades 1939 när rapporter om nya och tyngre sovjetiska stridsvagnar under utveckling nådde Berlin. Den tyska armén var utrustad med 3,7 cm PaK 36 vid den tiden. En ersättande 5 cm PaK 38 testades fortfarande vid denna tidpunkt, men det visade sig att den inte skulle vara tillräckligt kraftfull för att hantera dessa nyare konstruktioner. Kontrakt tecknades med Krupp och Rheinmetall för att utveckla vad som i huvudsak var en 7,5 cm version av PaK 38. Men medan PaK 38 använde sig av komponenter i lättmetall för att minska den totala vapenvikten, var dessa nu öronmärkta för flygplansproduktion för att försörja Luftwaffe. Som ett resultat använde PaK 40 stål genom hela sin konstruktion och var proportionellt tyngre än 5 cm-modellen. För att förenkla produktionen ersattes PaK 38:s böjda vapensköld med en gjord av en bockad plåt med tre plana sektioner.
Projektet fick till en början låg prioritet, men efter invasionen av Sovjetunionen 1941 och mötet med tungt bepansrade sovjetiska stridsvagnar som T-34 och KV-1 fick det en ökad prioritet. De första produktionskanonerna levererades i februari 1942. I april 1942 hade Wehrmacht 44 kanoner i tjänst; 1943 utgjorde PaK 40 huvuddelen av tyska pansarvärnskanoner.
| Amumunition | Vikt | Mynnings hastighet | Genomslag i pansar vid 30° vinkel för 7,5 cm PaK 40 L/46 | Genomslag i pansar vid 30° vinkel för 7,5 cm PaK 40 L/46 | Genomslag i pansar vid 30° vinkel för 7,5 cm PaK 40 L/46 | Genomslag i pansar vid 30° vinkel för 7,5 cm PaK 40 L/46 | Genomslag i pansar vid 30° vinkel för 7,5 cm PaK 40 L/46 |
| Amumunition | Vikt | Mynnings hastighet | 100 m                                                    | 500 m                                                    | 1000 m                                                   | 1500 m                                                   | 2000 m                                                   |
| ----------- | ---- | ------------------ | -------------------------------------------------------- | -------------------------------------------------------- | -------------------------------------------------------- | -------------------------------------------------------- | -------------------------------------------------------- |
| Pzgr39      | 6,8  | 790                | 106                                                      | 96                                                       | 85                                                       | 74                                                       | 64                                                       |
| Pzgr40      | 4,1  | 990                | 143                                                      | 120                                                      | 97                                                       | 77                                                       | -                                                        |